# Ischnocolus triangulifer
Ischnocolus triangulifer é uma espécie de aranha pertencente à família Theraphosidae (tarântulas).